# Greenwich Savings Bank

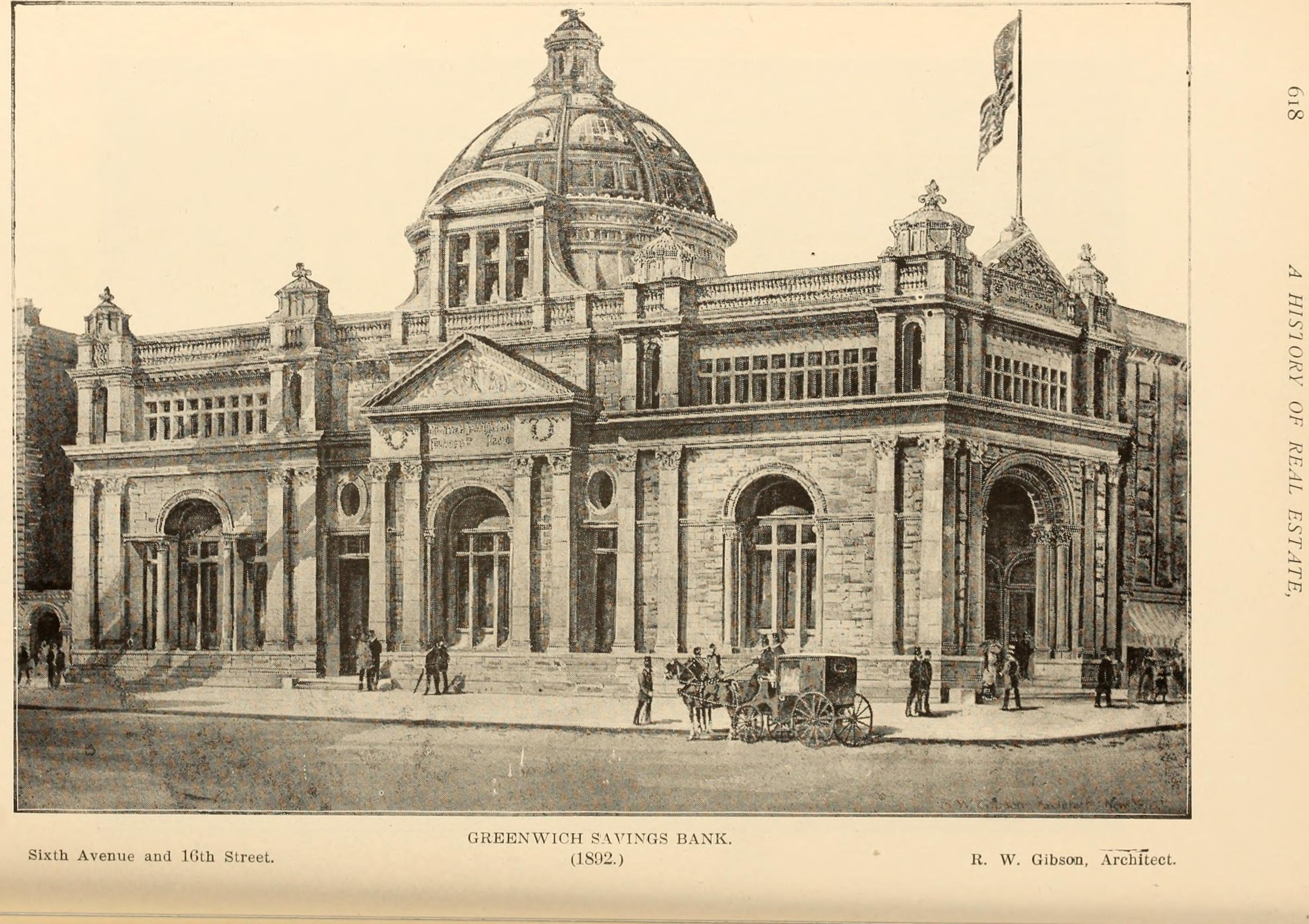
1892 siège

La Greenwich Savings Bank était une banque d'épargne américaine basée à New York qui a fonctionné de 1833 à 1981.
Au moment de sa fermeture en 1981, elle était la 16e plus grande banque des États-Unis par le total des dépôts .

## Bâtiment du siège
En 1922-24, la banque a construit son nouveau siège social à l'intersection de Broadway et de West 36th Street à Midtown Manhattan. Le bâtiment en calcaire et en grès renforcé d'acier a été conçu par les architectes de banque réputés York et Sawyer dans un style néo- classique avec des colonnes corinthiennes monumentales sur trois côtés du bâtiment, des murs rustiqués et un dôme de style romain.
L'intérieur était orné de portes d'entrée en laiton de dix pieds de haut, d'une salle de conférence et d'un bureau exécutif avec des lambris en chêne et des cheminées en pierre, et d'une salle de banque elliptique avec des colonnes corinthiennes en calcaire, des murs en granit, un sol en marbre, des caisses en bronze avec des sculptures de Minerve (symbolisant la sagesse) et de Mercure (représentant le commerce), et un plafond à caissons en forme de dôme .
Haier America a acheté le bâtiment en 2000 pour en faire son siège social américain. En 2002, Haier l'a rebaptisé The Haier Building.
Une société de gestion d'événements loue plusieurs des grandes salles historiques du bâtiment Haier, qui sont exploitées comme Gotham Hall. L'ancienne salle bancaire principale, la salle du conseil d'administration et le bureau exécutif sont loués en tant que grande salle de bal, salle Oak et salle verte, pour les événements d'entreprise, les fêtes privées telles que les mariages et les réceptions, et d'autres usages .
L'extérieur et l'intérieur du premier étage du bâtiment ont été désignés monuments de New York en 1992  et le bâtiment a été ajouté au Registre national des lieux historiques en 2005.

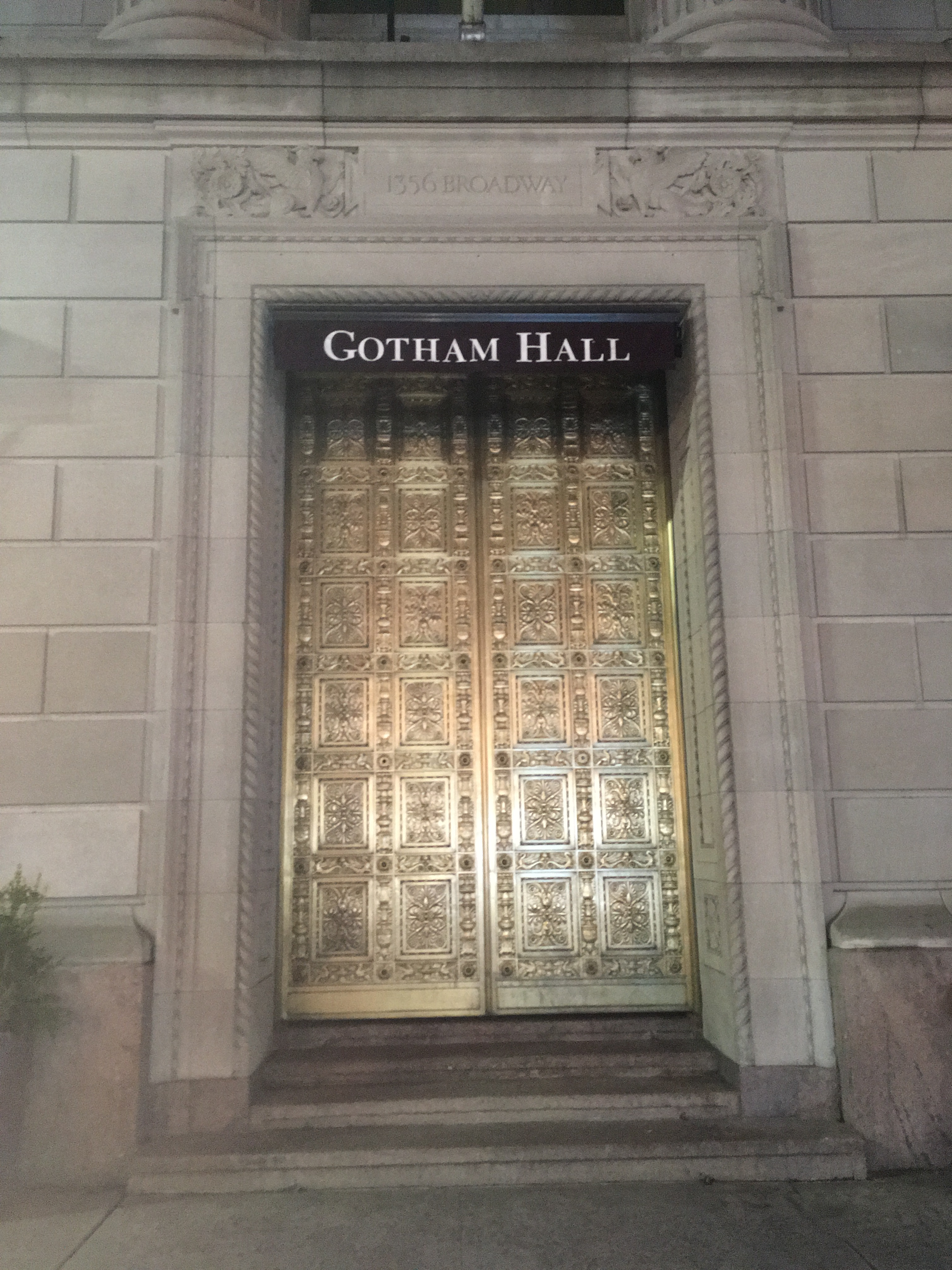
Gotham Hall